# Jasło

Stemă

Jasło este un oraș în Polonia. Este localitatea natală a matematicianului Hugo Steinhaus.